# Halocharis hispida
Halocharis hispida là loài thực vật có hoa thuộc họ Dền. Loài này được (Schrenk ex C.A. Mey.) Bunge mô tả khoa học đầu tiên năm 1862.